# بطولة العالم للشطرنج 1894
|                         |                |
| ويليام شتاينيتز         | إيمانويل لاسكر |
|                         |                |
| فائز ببطولة العالم 1892 | المتـحدي       |
| 57 سنة                  | 25 سنة         |

بطولة العالم للشطرنج بطولة العالم للشطرنج 1895 هي خامس بطولات العالم الرسمية في الشطرنج تنافس فيها بطل النسخة السابقة ويليام شتاينيتز مع متحديه الشاب الجديد إيمانويل لاسكر، ونظمت المقابلة في مدن عديدة من الولايات المتحدة الأمريكية من 25 مارس إلى 26 ماي 1894
تمكن لاسكـر عكس التوقعات من الفوز باللقب بـ 10 انتصارات مقابل 5 خسارات وأربع تعادلات.

## خلفية
تحدث حامل اللقب شتـاينيتز عن رغبته في الاعتزال علنا، لكنه غيّـر رأيه حيـن تحداه إيمانويل لاسكر وكان في بداية الأمر يريد اللعب على 5 آلاف دولار من كل جانب، لكن تم الاتفاق على 3 آلاف دولار من كل جانب، لكن أن صعوبة جمع ذلك المبلغ من طرف لاسكر جعلتهما يلعبان على ألفي دولار من كل جانب (مجموع المبلغ 4 آلاف دولار وهو يساوي 495 ألف دولار في 2007 )، ورغم أن الموافقة على هـذا التخفيض روج على أنه روح رياضية من قبل شتاينيتز إلا أن شتاينيتز ربما كان بحاجة ماسة إلى ذلك المبلغ.

## المقابلة والنتيجة

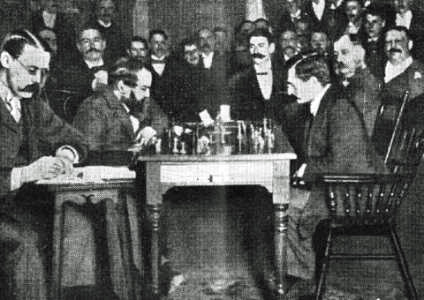
من مقابلة بطولة العالم 1894، لاسكر على اليمن وشتاينيتز على اليسار

أول لاعب يفوز بعشر مباريات يكون بطل العالم.
|                 | 1 | 2 | 3 | 4 | 5 | 6 | 7 | 8 | 9 | 10 | 11 | 12 | 13 | 14 | 15 | 16 | 17 | 18 | 19 | الانتصارات | مجموع النقاط |
| --------------- | - | - | - | - | - | - | - | - | - | -- | -- | -- | -- | -- | -- | -- | -- | -- | -- | ---------- | ------------ |
| ويليام شتاينيتز | 0 | 1 | 0 | 1 | ½ | ½ | 0 | 0 | 0 | 0  | 0  | ½  | 1  | 1  | 0  | 0  | 1  | ½  | 0  | 5          | 7            |
| إيمانويل لاسكر  | 1 | 0 | 1 | 0 | ½ | ½ | 1 | 1 | 1 | 1  | 1  | ½  | 0  | 0  | 1  | 1  | 0  | ½  | 1  | 10         | 12           |
تمكن لاسكر من الفوز بأريحية وانتزع اللقب من منافسه شتاينيتز.
صرح شتاينيتز سابقا أنه سيفوز من دون شك، لذا كانت مفاجأة للجميع حين فاز لاسكر بالمباراة الأولى ، وكان رد شتاينيتز بالفوز في الثانية وكان قادرا على الحفاظ على التوازن حتى المباراة السادسة، غير أن لاسكر فاز بالمباريات من السابعة حتى الـ 11 وحين استؤنفت المقابلة في مونتيريال، ظهر شتاينيتز في حالة أفضل وفاز بالمبارتين الـ 13 الـ 14.
ردة فعل لاسكر كانت بالفوز بالمبارتين الـ 15 والـ 16 وبعد ذلك لم يعد شتاينيز قادرا على تعويض خساراته في منتصف المقابلة ولذلك فاز لاسكر بعشر انتصارات وخمس خسارات واربع تعادلات. ، بعض المعلقين اعتقدو أن عادة شتاينيتز في لعب نقلات تجريبية في مبارايات مهمة بالبطولات كانت العامل الأساسي في خسارته.

## روابط خارجية
- رابط لمباريات البطولة على موقع chessgames.com